# Shock cardiogénico
El choque cardiogénico se define como el choque circulatorio que se origina cuando el corazón bombea sangre de manera inadecuada para satisfacer las necesidades del cuerpo.

## Importancia biomédica
Según registros médicos, un 10% de las personas con infarto agudo del miocardio tendrán un choque cardiogénico antes de que el organismo pueda arrancar los mecanismos compensatorios fisiológicos que podrían salvarle la vida.

## Efectos

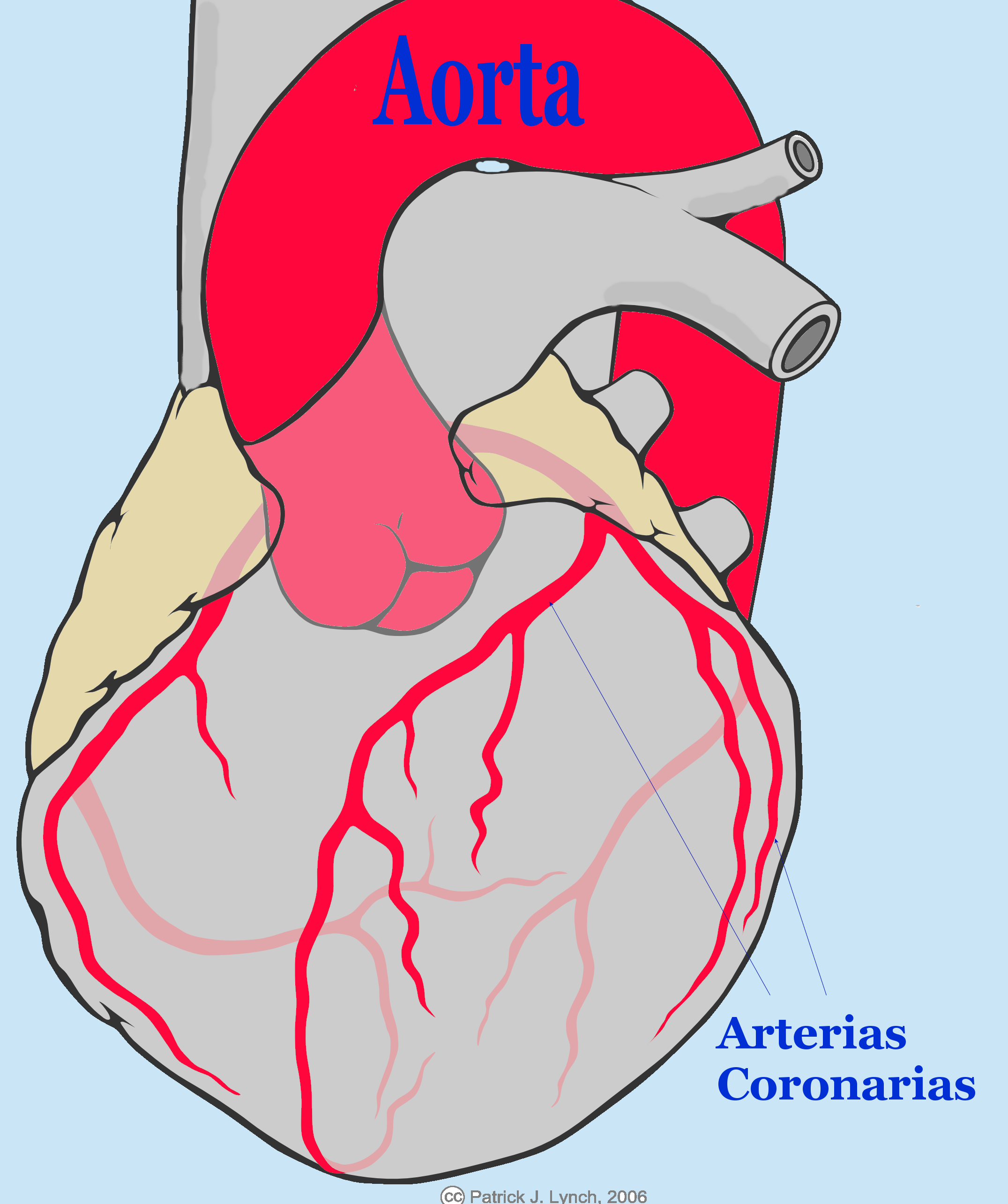
Arterias coronarias.

La baja presión arterial producida durante el choque disminuye el riego de las arterias coronarias lo que debilita más y más al corazón, lo que hace que empeore el choque y se inicie un círculo vicioso. En el choque cardiogénico causado por infarto agudo del miocardio el problema se complica debido a trombos coronarios preexistentes.
En un corazón normal la presión arterial tendría que disminuir hasta menos de 45 mm de Hg antes de producirse una lesión cardíaca de importancia. Sin embargo, una vez que ya está bloqueado un vaso sanguíneo coronario, se producirá trastorno cuando la presión suba demasiado hasta un nivel de 80-90 mm de Hg. Por esta razón, los médicos del departamento de urgencias hospitalarias deben vigilar y evitar cualquier período de hipotensión sin importar lo breve que sea.

## Fisiología del tratamiento
Lamentablemente, una gran cantidad de pacientes fallece antes de que los procesos compensatorios fisiológicos pueden establecer el gasto cardíaco a un nivel compatible con la vida. En estas condiciones se suele utilizar la digitalización inmediata del corazón para fortalecer el músculo ventricular si está deteriorado. También se puede infundir sangre entera, plasma o un fármaco que eleve la presión sanguínea para conservarla. Si es posible elevarla lo suficiente, el flujo coronario de sangre puede llegar a incrementarse lo necesario para evitar el círculo vicioso y corregir el choque.
Desafortunadamente, cuando el choque ya está iniciado y establecido, con una presión arterial con valores tan disminuidos como 20 mm de Hg por debajo de lo normal durante una hora, incluso la mejor terapéutica fallará y se pronostica un fallecimiento del 85% de las pacientes.
Se ha obtenido un éxito notorio salvando la vida del paciente mediante dos procedimientos: 1. la extirpación quirúrgica del coágulo situado en la arteria coronaria, o 2. introducir un catéter en la arteria bloqueada con la disolución de estreptocinasa o enzimas activadoras del plasminógeno tisular que disuelven el coágulo.  Los resultados son favorables  al aplicar alguno de estos dos procedimientos durante los primeros minutos no sobrepasando a una hora del choque cardiogénico al transcurrir más tiempo la recuperación es improbable.